# 니노미야 지요
니노미야 지요(일본어: 二ノ宮 慈洋, 2003년 11월 10일~)는 일본의 축구 선수이다.

## 구단 경력
그는 2022년 J3리그의 마쓰모토 야마가 FC에 입단했다. 2023년 8월 일본 지역 리그의 베로스크로노스 쓰노로 임대 이적했다. 2024년 마쓰모토 야마가 FC로 복귀했다.